# Erik Brandt (politiker, 1905–1982)
Erik Brandt i riksdagen kallad Brandt i Aspabruk, född 28 september 1905 i Eda, Värmland, död 2 maj 1982 i Åmotfors, Eda, var en svensk politiker (s) och pappersbruksarbetare.
Brandt var till yrket pappersbruksarbetare och var anställd vid Aspa bruk. Han var även politiker och ordförande i kommunalfullmäktige då han vid valet 1940  blev invald till riksdagen i Örebro läns valkrets och tog inträde som ledamot av andra kammaren vid riksdagens öppnande i januari 1941. Han var riksdagsledamot till och med år 1973, alltså i 33 år.
Erik Brandt är begravd på Eda kyrkogård.